# フロイド・スティール
フロイド・ジョージ・スティール（Floyd George Steele、1918年6月28日 - 1995年9月23日）は、アメリカ合衆国の物理学者・電子工学者・コンピュータ設計者である。初期のデジタルコンピュータであるMADDIDAの設計チームを率いたことで知られている。

## 幼年期と教育
フロイド・スティールはコロラド州ボルダーで育った。彼の名は、「アメリカで唯一、世界大恐慌で大金を儲けた人物」として知られる叔父のフロイド・オッドラムから取られた。
コロラド大学ボルダー校で物理学の学士号を、カリフォルニア工科大学で電気工学の学士号と航空工学の修士号を取得した。1941年から1944年までダグラス・エアクラフトに勤務し、海軍のウィリアム・C・エディのレーダー学校に入った後、ノースロップに入社した。

## MADDIDA
ノースロップではデジタルコンピュータMADDIDAのコンセプト・リーダーを務めた。
MADDIDAの開発は、世界初のデジタルデータ解析機(DIDA)の生産を目標に1946年に始まった。DIDAに磁気ドラムメモリ(MAD)を使用する決定が下されたときに、その名前がMADDIDAとなった。
スティールのMADDIDAの設計は、1927年にヴァネヴァー・ブッシュによって発明されたデジタル部品を備えたアナログコンピュータの影響を受けた。また、ケルヴィン卿が1873年に完成させたアナログコンピュータである潮汐予測装置の影響も受けた。スティールは、MADDIDAのゲルマニウムダイオード論理回路と磁気記録の研究のためにDonald Eckdahl、Hrant (Harold) Sarkinssian、Richard Spragueを雇用した。
それ以前のENIACやUNIVAC Iが電気パルスを使用してビットを表すのとは対照的に、MADDIDAは電圧レベルを使用してビットを表す世界初のコンピュータだった。また、論理全体がブール代数で指定された最初のコンピュータでもある。これらの機能は、アナログ部品がまだ残ってい初期のデジタルコンピュータからの進歩だった。
MADDIDAの完成後まもなく、スティールと開発のチームは、適切なシミュレーション言語を使用することで、汎用デジタルコンピュータをデジタル微分解析機として使用することもできることに気付いた。

## コンピュータ・リサーチ・コーポレーション
MADDIDAの最初のデモが行われた1年後、スティールとMADDIDAの設計チームは、汎用コンピュータを開発するためにアービング・S・リードとともにノースロップを去った。彼らは1950年7月16日にコンピュータ・リサーチ・コーポレーション(CRC)を設立した。
CRCは初期のミニコンピュータであるCadacを開発した後、1953年2月にNCRに売却された。